# Stella di mare – Hilfe, wir erben ein Schiff!
Stella di mare – Hilfe, wir erben ein Schiff! ist eine Komödie des Regisseurs Xaver Schwarzenberger aus dem Jahr 1999.

## Handlung
Familie Prantner scheint vom Pech verfolgt zu sein. Familienoberhaupt Friedrich müht sich in seinem neuen Tonstudio am Mischpult mit seinem Programm herum, wodurch kaum Zeit für die Familie bleibt. Seine Kunden sind typische Rowdytypen. Ehefrau Nina schneidert in einem Modesalon ein Kleid für eine Kammersängerin, das aber wegen eines schwerwiegenden Fehlers vor laufender Kamera bei ihrem Auftritt in der live übertragenen Gala platzt. Aufgrund ihrer Verzweiflung zerstört sie zudem noch unabsichtlich Friedrichs Tonstudio mit nur „einem Knopfdruck“. Beide sind nun ihren Job los.
Die beiden Töchter haben privat wie auch schulisch verschiedene Verhaltensweisen. Sophie ist eine fleißige Schülerin und Gitarristin, Marie ist mit drei Nichtgenügend im Zeugnis die faulste Schülerin. Außerdem stellt sich noch heraus, dass Marie bei den Frühwarnbriefen die Unterschriften fälschte. Friedrich ist mit seinen Nerven am Ende, Nina ist dennoch optimistisch.
Als sich Friedrich beim benachbarten Wirt betrinken will, entdeckt Nina während des Aufräumens einen eingeschriebenen Brief, den Sophie am Vortag bereits in Empfang genommen hat. Nun sollte das Pech der Familie ein Ende haben. Der Brief ist von einem Notar. Sie hat geerbt, ihr Patenonkel hinterließ ihr eine Yacht in der italienischen Hafenstadt Grado.
Also macht sich Friedrich (mit anfänglichem Widerwillen) mit seiner Frau Nina und den beiden Töchtern Sophie und Marie auf den Weg nach Italien, um das verheißungsvolle Erbe anzutreten. Doch während der Fahrt bemerkt die Familie, dass sie die Reisepässe daheim vergessen haben. Nina und Marie machen sich auf den Weg zurück nach Wien, um die Pässe zu holen. Weil Marie sich kurz in der Küche aufhält, verursacht sie völlig unbemerkt durch Einschalten der Herdplatte einen Wohnungsbrand.
An der Grenze zu Italien finden aber nun keine Grenzkontrollen mehr statt. In der Lagune von Grado haben sie aufgrund von Benzinmangel eine Autopanne. Abgeschleppt werden sie von einem zufällig vorbeikommenden Italiener, der Nina sehr gefällt. Beim Frühstück entdecken die Töchter im Hafen eine weiße Luxusyacht mit der Aufschrift „Stella“. Die ganze Familie findet nun auf dem Schiff, das angeblich ihnen gehört, Einzug. Darin finden sie aber weibliche Reizwäsche, Sophie wird stutzig und merkt dann, dass das Schiff „Stellamarin“ heißt. Schleunigst verlassen sie das falsche Schiff.
Die Suche nach ihrem Erbe endet nicht mit einer Luxusyacht, sondern mit einem mit Rost befallenem Boot. Der Hafenarbeiter empfängt die Prantners sofort freundlich und zeigt ihnen die alte Yacht, die nur etwas Farbe benötigen soll. Sophie und Marie sind begeistert davon, Nina ebenso. Doch Friedrich lehnt es vorerst ab, das Erbe anzutreten. Nachdem sie die erste Nacht auf der Yacht verbracht haben, ist Friedrich immer noch missmutig und will nach Hause fahren. Doch er kann dies nicht durchsetzen, weil er von seiner Familie überstimmt wird. Friedrich hilft somit mit Freuden bei der Sanierung des alten Schiffes, und als er unerlaubter Weise das Schiff startet und im Hafen umherfährt, erklärt ihm der Hafenarbeiter, dass ein Schiffsführerschein notwendig ist, den man am schnellsten in Kroatien erhält. Doch Friedrich lehnt das ab und Nina nimmt sich dieser Sache an.
Bei der mündlichen Prüfung in Rijeka braucht sie Hilfe durch Einsagen und besticht den Prüfer mit vier Packungen Kaffee und 5.000 Schilling und erhält so den Führerschein. Zurück in Grado wollen die Prantners nun zu anderen Ufern reisen, doch dies gestaltet sich schwierig. Es kommt ihnen eine Italienerin mit Werkzeug zu Hilfe, die mit Friedrich später flirtet. Als sie losfahren wollen, herrscht Flut, und sie streifen mit dem Sonnendach an einer niedrigen Brücke. Einige Zeit später herrscht Ebbe, und sie sitzen in der Lagune fest.
Dann erscheint die Italienerin wieder und lädt die Prantners auf eine Insel ein, wo sie ihre Familie vorstellt: Ihr Mann ist jener, der am ersten Tag das Auto abgeschleppt hat. Das Fest beginnt mit kräftigem Essen und endet mit Tanz. Danach fahren die Prantners bei Flut in den Hafen zurück, wo sie schließlich die polizeiliche Nachricht vom Brand ihrer Wiener Wohnung erhalten, den Marie verursachte. Am Heimweg werden sie an der Grenze nun doch auf ihr Gepäck kontrolliert. In Wien angekommen, finden sie die ausgebrannte Wohnung vor, wozu ihnen der Nachbarwirt Beileid wünscht.
In der Wohnung befürchtet Sophie zuerst eine Scheidung der Eltern wegen finanzieller Missstände. Als die ganze Familie sich umarmt, erscheinen Willy Kralik und Jenny Pippal, die sich als Leute der Klassenlotterie entpuppen. Diese teilen ihnen mit, dass Nina 12 Millionen Schilling gewonnen hätte. Als das Klassenlos gebraucht wird, befürchtet Nina zuerst, dass es verbrannt sei, doch sie findet es unbeschädigt in einer Dose vor. Die Losnummer erweist sich als richtig, und die Prantners sind somit Millionäre und können nach Grado zurückkehren.

## Kritik
„Turbulente Komödie um menschliches Chaos und liebenswerte Stehaufmännchen.“